# Grob
Grob (430 m n. m.) je sedlo v Ondavské vrchovině, mezi Rajsovou horou (485,3 m n. m.) a Ostrým vrchem (599,4 m n. m.). Spojuje dvě brázdy - větší Stropkovskou na severovýchodě a menší brázdu, v níž leží obec Rovné na jihozápadě.
Sedlem prochází silnice III. třídy 556020 z Rovného do Svidníka a  zeleně značená turistická trasa z Čierne hory (667,1 m n. m.) do obce Rakovčík.